# Iván Zamorano
Iván Luis Zamorano Zamora, čilenski nogometaš, * 18. januar 1967, Santiago, Čile.
Sodeloval je na nogometnemu delu poletnih olimpijskih iger leta 2000.